# 弯毛玉山竹
弯毛玉山竹（学名：Yushania flexa）为禾本科玉山竹属下的一个种。

## 扩展阅读
- 維基物種上的相關：弯毛玉山竹